# Rosalina Abejo
Rosalina Abejo   (Tagoloan, 13 de juliol de 1922 - Fresno, 5 de juny de 1991) fou una compositora i directora d'orquestra filipina. Va compondre peces per a piano, orquestra, ballet i música clàssica.
Aquesta compositora i directora era monja de l'Ordre de la Verge Maria. Estudià composició a les Illes Filipines en la Universitat de la Dona, i el 1977 es mudà als Estats Units, on estudià en l'Eastman School of Music i en la Universitat Catòlica d'Amèrica.
Va fer de professora de composició i teoria de la música en la Universitat de Kansas i al Seminari de Sant Pius de Kentucky. Abans d'això viatjà extensament amb la fi de recava fons, i per assistir a conferències internacionals de la música. Va ser la primera monja en dirigir una orquesta sinfónica, amb permís del papa Joan XXIII.

## Obra
Escriví prop de 25 obres per a orquestra, entre les quals hi ha:
- "Concert per a piano Eolias",
- "Convent Garden Suite",
- "La Conversió del Rei Humabon" (que en realitat és una cantata).
- "Beatriz Symphony"
- "Gregoria Symphony" (1950)
- "Pioneer Symphony" (1954)
- "Thanatopsis Symphony" (1956)
- "Aeloian Piano Concerto" (1956)
- "Golden Foundation Piano Concerto" (1959-1960)
- "Guerilla Symphony" (1971)
- "The Trilogy of Man Symphony" (1971)
- "Dalawang Pusong Dakila Symphony" (1975)
- "Brotherhood Symphony", 1986,
- "Jubilee Symphony", 1984,
- "Symphony of Psalms", 1988,
- "Symphony of Life", 1988,
- "Symphony of Fortitude and Sudden Spring", 1989.
- "Overture 1081" (Abejo va escriure Overture 1081, quan Ferdinand Marcos va declarar la llei marcial a les Filipines mitjançant la Proclamació núm. 1081.)[1]
- "3 String Quartets".

La seva música de cambra inclou les peces de "Quartet per a Cinc Cordes", "Quintet per a piano", "Trail Maranaw per a dues Marimbes, piano i Percussions" i "Cordes per la dignitat d'un home". També produí música per a piano sol, operetes, cors, misses i himnes.

## Premis i honors
Abejo va rebre una sèrie d'honors, inclòs el Premi del Patrimoni de la Cultura de la República (1967), (Filipines), Premi Dia de la Independència (1973), i ser elegida presidenta de la Fundació d'Arts Escèniques de les Filipines als Estats Units (1980).
Està enterrada al cementiri commemoratiu d'Irvington, Fremont, Califòrnia.